# Chris Dobey

Christopher Dobey dit Chris Dobey, né le 31 mai 1990 est un joueur de fléchettes professionnel anglais qui participe aux tournois de la Professional Darts Corporation (PDC), où il est actuellement classé 6e mondial. Il a remporté sept titres de Players Championship. Il est surnommé « Hollywood » , il a remporté son premier titre majeur au Masters 2023 , en battant Rob Cross 11-7 en finale. Sa meilleure performance en championnat du monde est une demi-finale en 2025.

## Biographie
Chris Dobey est né à Bedlington en 1990. Il vient d'une famille de fléchettes. Son père Gordon et son oncle Arthur ont tous deux joué aux fléchettes en ligue. Avant de jouer aux fléchettes, Dobey a travaillé dans la gestion du trafic. Il a joué au football dans la Northern Football Alliance avec son équipe locale.
Dobey a commencé à jouer aux fléchettes en 2010 dans un club local. Il a été surnommé « Hollywood » parce qu'il portait une casquette de baseball lorsqu'il jouait aux fléchettes.

### 2025
Dobey a atteint trois quarts de finale consécutifs du Championnat du monde PDC en 2025, battant Alexander Merkx, Josh Rock et Kevin Doets. En quart de finale, Dobey a affronté Gerwyn Price. Mené 2-0, Dobey a égalisé à 2-2. Il a remporté les deux sets suivants pour mener 4-2, mais a manqué cinq fléchettes, permettant à Price de réduire l'écart à 4-3. Cependant, Dobey a remporté le set suivant pour remporter le match 5-3 et atteindre sa première demi-finale du Championnat du monde. Dobey s'est vu refuser une finale du Championnat du monde par Michael van Gerwen, qui l'a battu 6-1. Sa présence en Premier League a été annoncée le 6 janvier.
Après avoir terminé 2e du deuxième tournoi du Players Championship, Dobey a remporté son premier titre de l'année au Players Championship 3, en battant Jelle Klaasen 8-4 en finale. Il a remporté une seule victoire lors de la Premier League lors de la 11e nuit à Rotterdam avec une victoire 6-2 sur Stephen Bunting en finale. Il a terminé la phase de championnat à la sixième place avec 17 points. 
Dobey a remporté son deuxième titre de Players Championship de l'année lors du 17e événement en battant Dirk van Duijvenbode 8-7 en finale. Fin juin, Dobey a atteint un classement record en carrière de sixième dans l'Ordre du mérite du PDC.

## Vie privée
Dobey est un supporter de Newcastle United. Il a deux fils nés en 2017 et 2023.